# Nobutada Saji
Nobutada „Gary“ Saji (japanisch 佐治 信忠, Saji Nobutada; * 25. November 1945) ist ein japanischer Unternehmer. Er ist  zusammen mit Takeshi Niinami Co-Chief Executive Officer von Suntory Holdings KK, der Dachgesellschaft des drittgrößten Spirituosenkonzern der Welt, der Marken wie Jim Beam und Maker’s Mark herstellt, aber auch Bierbrauer und Lebensmittelhersteller ist. Suntory kaufte U.S. Beam, den Hersteller von Jim Beam und Maker’s Mark Bourbon, im Jahr 2014 für 16 Milliarden US-Dollar.

## Leben
Saji ist der Enkel des Suntory-Gründers Shinjirō Torii. Er besuchte die Koyo Gakuin High School und schloss sein Studium an der Keio University mit dem Bachelor of Economics ab, um danach den MBA an der University of California in Los Angeles zu erwerben. Seit 2001 ist er Vorsitzender des japanischen Unternehmens Suntory. Seit 2023 ist er Advisory Director (ehrenamtlicher Beirat) der Carnegie Hall. Er fungiert außerdem als Vertreter des Ad Council Japan (AC JAPAN), Japans führender Organisation für die Produktion von öffentlich-rechtlichen Ankündigungen.
Er ist verheiratet. 2023 war er nach Forbes mit einem Vermögen von 1,2 Milliarden US$ auf Platz 2133 der reichsten Personen der Welt; zusammen mit seiner Familie schätzt Forbes das gesamte Vermögen auf 10,3 Milliarden US$ und damit das viertgrößte in Japan.